# Championnat du Brésil de football de deuxième division 2003
Navigation
Serie B 2002 Serie B 2004
La saison 2003 de Série B est la vingt-troisième édition du championnat du Brésil de football de deuxième division, qui constitue le deuxième échelon national du football brésilien. 

## Compétition
Cette année 24 équipes participent au championnat, en fin de saison les deux premiers sont promus en  championnat du Brésil 2004.
Au premier tour les 24 équipes se rencontrent une seule fois dans une poule unique, les deux derniers sont relégués en Serie C, les huit premiers se qualifient pour le deuxième tour où ils sont répartis dans deux groupes. Les deux premiers de groupe se qualifient pour le tour final, un groupe de quatre équipes qui se rencontrent deux fois. Le premier est déclaré champion de Serie B et est promu en Serie A avec le vice-champion.

### Premier tour
| Rang | Équipe                        | Pts  | J  | G  | N  | P  | Bp | Bc | Diff |
| ---- | ----------------------------- | ---- | -- | -- | -- | -- | -- | -- | ---- |
| 1    | Palmeiras R                   | 47   | 23 | 13 | 8  | 2  | 54 | 25 | +29  |
| 2    | Botafogo R                    | 41   | 23 | 11 | 8  | 4  | 45 | 26 | +19  |
| 3    | Remo                          | 39   | 23 | 11 | 6  | 6  | 42 | 33 | +9   |
| 4    | Sport Club do Recife          | 37   | 23 | 9  | 10 | 4  | 34 | 22 | +12  |
| 5    | Brasiliense P                 | 37   | 23 | 9  | 10 | 4  | 33 | 24 | +9   |
| 6    | Marília P                     | 36   | 23 | 9  | 9  | 5  | 32 | 24 | +8   |
| 7    | Clube Náutico                 | 35-3 | 23 | 11 | 5  | 7  | 41 | 27 | +14  |
| 8    | Santa Cruz (Recife)           | 35   | 23 | 10 | 5  | 8  | 35 | 38 | -3   |
| 9    | Paulista                      | 35   | 23 | 9  | 8  | 6  | 37 | 28 | +9   |
| 10   | Londrina                      | 31   | 23 | 8  | 7  | 8  | 39 | 42 | -3   |
| 11   | América (Natal)               | 31+3 | 23 | 6  | 10 | 7  | 36 | 38 | -2   |
| 12   | Avaí                          | 30   | 23 | 8  | 6  | 9  | 23 | 30 | -7   |
| 13   | Portuguesa                    | 30   | 23 | 7  | 9  | 7  | 39 | 33 | +6   |
| 14   | Ceará                         | 30   | 23 | 7  | 9  | 7  | 36 | 30 | +6   |
| 15   | Joinville                     | 30+3 | 23 | 7  | 6  | 10 | 33 | 41 | -8   |
| 16   | CRB                           | 27   | 23 | 7  | 6  | 10 | 28 | 37 | -9   |
| 17   | Mogi Mirim                    | 26   | 23 | 7  | 5  | 11 | 28 | 43 | -15  |
| 18   | São Raimundo                  | 26   | 23 | 6  | 8  | 9  | 27 | 31 | -4   |
| 19   | Vila Nova                     | 26   | 23 | 6  | 8  | 9  | 32 | 39 | -7   |
| 20   | Anapolina                     | 24-3 | 23 | 7  | 6  | 10 | 30 | 43 | -13  |
| 21   | Caxias do Sul                 | 24   | 23 | 5  | 9  | 9  | 27 | 39 | -12  |
| 22   | América Mineiro               | 24   | 23 | 4  | 12 | 7  | 35 | 38 | -3   |
| 23   | Sociedade Esportiva do Gama R | 19   | 23 | 3  | 10 | 10 | 28 | 41 | -13  |
| 24   | União São João                | 16   | 23 | 4  | 4  | 15 | 22 | 44 | -22  |

| Légende : Qualifications et relégation | Légende : Qualifications et relégation      |
| -------------------------------------- | ------------------------------------------- |
|                                        | Qualification deuxième tour                 |
|                                        | Relégation en Série C                       |
|                                        | R : Relégué de Série A P : Promu de Série C |

- Clube Náutico et Anapolina ont trois points de pénalités pour avoir fait jouer un joueur non autorisé, les trois points de la victoire sont donnés à leurs adversaires respectifs.

### Deuxième tour
Les équipes jouent en match aller et retour.
| Rang | Équipe               | Pts | J | G | N | P | Bp | Bc | Diff |
| ---- | -------------------- | --- | - | - | - | - | -- | -- | ---- |
| 1    | Palmeiras            | 15  | 6 | 5 | 0 | 1 | 14 | 8  | +6   |
| 2    | Sport Club do Recife | 8   | 6 | 2 | 2 | 2 | 9  | 8  | +1   |
| 3    | Brasiliense          | 7   | 6 | 2 | 1 | 3 | 7  | 10 | -3   |
| 4    | Santa Cruz (Recife)  | 4   | 6 | 1 | 1 | 4 | 7  | 11 | -4   |

| Rang | Équipe        | Pts | J | G | N | P | Bp | Bc | Diff |
| ---- | ------------- | --- | - | - | - | - | -- | -- | ---- |
| 1    | Marília       | 11  | 6 | 3 | 2 | 1 | 12 | 8  | +4   |
| 2    | Botafogo      | 10  | 6 | 3 | 1 | 2 | 16 | 11 | +5   |
| 3    | Clube Náutico | 7   | 6 | 2 | 1 | 3 | 11 | 15 | -4   |
| 4    | Remo          | 5   | 6 | 1 | 2 | 3 | 9  | 14 | -5   |

### Tour final
| Rang | Équipe               | Pts | J | G | N | P | Bp | Bc | Diff |
| ---- | -------------------- | --- | - | - | - | - | -- | -- | ---- |
| 1    | Palmeiras            | 16  | 6 | 5 | 1 | 0 | 12 | 3  | +9   |
| 2    | Botafogo             | 8   | 6 | 2 | 2 | 2 | 9  | 10 | -1   |
| 3    | Sport Club do Recife | 5   | 6 | 1 | 2 | 3 | 6  | 8  | -2   |
| 4    | Marília              | 3   | 6 | 0 | 3 | 3 | 2  | 8  | -6   |

Palmeiras gagne son premier titre de champion de deuxième division et est promu en championnat du Brésil 2004 avec le vice-champion Botafogo.